# Vlaams Cultureel Kwartier
Het Vlaams Cultureel Kwartier is een cultureel centrum in Nijmegen, dat tot doel heeft de culturele uitwisseling tussen Vlaanderen en Gelderland te bevorderen. Het organiseert daartoe cursussen, lezingen, tentoonstellingen en andere culturele activiteiten.
Het VCK is gevestigd in het Arsenaal aan de Mariënburg in het centrum van de stad. Dit gebouw, dat dateert uit 1823, functioneerde aanvankelijk als wapenarsenaal, en deed van 1978 tot 2000 dienst als gemeentearchief. 
De Stichting Vlaams Cultureel Kwartier werd formeel opgericht in 2003, maar was daarvoor al enkele jaren actief. De initiatiefnemer was Bert Vanheste, hoofddocent moderne letterkunde aan de Radboud Universiteit Nijmegen. Het Vlaams Arsenaal ging open in mei 2006. 
In 2008 ontving het VCK de ANV-Visser Neerlandia-prijs in de categorie cultuur.